# 長江メモリ
長江メモリ（英語: Yangtze Memory Technologies Corp (YMTC)）は、フラッシュメモリ (NAND) チップを専門とする中国の国有半導体統合デバイスメーカー。2016年に中国の武漢で設立された同社は、紫光集団の子会社である。その消費者向け製品は、ZHITAI(致鈦)というブランドで販売されている。
2020年の時点で、YMTCは20nmプロセスを使用して64層の3D NANDフラッシュを作成している。同年4月、同社はXTackingアーキテクチャに基づく最初の128層垂直NANDチップを発表し、その後生産を開始した。

## 歴史
紫光集団は2016年7月に、湖北省地方政府および中国国立の「ビッグファンド」中国集積回路産業投資ファンドとともに、合計240億ドルの投資でYMTCを設立した。
2018年、YMTCはフラッシュメモリサミットで垂直NANDチップ用に設計されたXTackingアーキテクチャをリリースし、「ベストオブショー」賞を受賞した。XtrackingはYMTCがメモリ(セルアレイ)と(周辺)論理回路を別々のウェハー上に製造し、プラズマ活性化と熱アニーリングを使用してそれらを接続することを可能にする。YMTCによると、これにより製造プロセス速度とNANDパフォーマンスが向上する。YMTCの3D NANDチップは、中国国内で大量生産された(3D NANDとしては)初事例となった。2018年後半、YMTCは32層3D NANDの量産を発表し、2019年9月には64層TLC 3D NANDの量産を開始したと報告した。両方ともXtackingアーキテクチャを使用している。
2020年4月、YMTCは128層の1.33Tbフラッシュメモリチップを開発したと発表した。同年9月、YMTCはZHITAI(致鈦)というブランド名で最初の消費者向け製品を発表した。 製品には、64層のXtracking NANDチップをベースにしたSATAおよびM.2 ソリッドステートドライブが含まれる。2020年~21年までYMTCは、128層チップの初期リスク生産による不十分な歩留まりに悩まされ、平均して約30〜40%であった。2021年9月、同社の最高執行責任者は、YMTCが3億個以上の64層チップを出荷し、128層QLCチップの量産準備ができていると発表した。
2021年の時点で、YMTCは1か月あたり100,000ウェハーの生産能力を持つ2番目のファブを計画しており、これにより総生産量は200,000wpmに倍増する。報道機関は2022年1月に、YMTCが2017年に発表された2番目の3D NANDファブを建設する計画を破棄したと報じ、その親会社である紫光集団の深刻な財政問題を挙げた。ブルームバーグ・ニュースは2022年3月に、AppleがYMTCからNANDチップの購入を検討しており、NANDチップベンダーを多様化すると報じた。2022年5月、PCI-SIGはYMTCの2つのSSDコントローラーを検証済みとしてリストし、これはYMTCが独自のSSDコントローラーを設計することで、競合他社の足跡をたどっていることを示している。2022年8月、中国共産党が所有するタブロイド紙の環球時報(グローバルタイムズ)は、YMTCが同社初の232層3D NANDチップであるX3-9070を発表したと報じた。

## 国際的レセプション

### アメリカ
2021年7月、米国下院議員のマイケル・マッコールとビル・ハガティは、米国商務長官に書簡を送り、YMTC を商務省のエンティティリストに載せるべきだと主張した。
書簡には、YMTCが中国政府のアンフェアな貿易戦術を用いて米国の競合他社をメモリチップ分野から追い出し、それによって米国の国家安全保障を危険にさらすことを支援すると述べられていた。また、一部のYMTC幹部は2020年12月にエンティティリストに追加されたセミコンダクター・マニュファクチャリング・インターナショナル・コーポレーション(SMIC)で以前働いていたため、YMTCと中国共産党および中国軍との密接な関係の疑いも強調されている。
2022年4月、米国上院議員のマルコ・ルビオは、アップルがYMTCからのNANDチップの調達を検討しているとの報道に不満を表明した。ルビオによれば、YMTCは中国共産党と人民解放軍と関係がある。2022年9月、YMTCによるファーウェイへのチップ供給に関する報告書が発表された後、追加の議員は、ホワイトハウスにYMTCをエンティティリストに追加するよう要請した。2022年10月、バイデン政権は、YMTCを含む31の中国企業が未検証リストに追加されていると発表した。
2022年12月15日、産業安全保障局は長江メモリおよび長江メモリの日本法人であるJYMテクノロジー株式会社（Yangtze Memory Technologies (Japan) Inc.）を含む36社をエンティティリストに追加した。